# وسکنروا
وسکنروا (به لاتین: Vasknarva) یک روستا در استونی است که در محله الاجو واقع شده‌است.

## خصوصیات
وسکنروا ۵۹ نفر جمعیت دارد.